# 地域医療振興協会練馬光が丘病院
練馬光が丘病院（ねりまひかりがおかびょういん）は、東京都練馬区光が丘にある医療機関。公益社団法人地域医療振興協会が運営する病院である。

## 概要
本病院は、練馬区医師会立光が丘総合病院（1986年11月開設）から日本大学医学部付属練馬光が丘病院（1991年4月1日開設）と運営が引き継がれて来た。
2011年7月15日に学校法人日本大学が『2012年3月31日を以て、光が丘病院の運営から撤退する』ことを発表。撤退の理由として日本大学は「累積赤字が90億円にもなり、大学の経営に累を及ぼす」ことを理由とした。
これを受けて東京都練馬区では代わりの運営管理者を募集し、その結果、地域医療振興協会が選ばれた。
2012年4月1日付で日本大学から地域医療振興協会へと運営者が交代した。
2022年10月11日、練馬区立光が丘第四中学校跡地へ移転して新たに開院（342→457床）した。

## 診療科
- 総合救急診療科

総合診療部門
救急部門
集中治療部門
- 消化器内科
- 呼吸器内科
- 循環器内科
- 膠原病・リウマチ内科
- 腎臓内科
- 糖尿病内科
- 血液内科

- 神経内科
- 小児科
- 外科
- 乳腺外科
- 整形外科
- 心臓血管外科
- 脳神経外科
- 呼吸器外科
- 皮膚科
- 形成外科
- 産婦人科

- 眼科
- 耳鼻咽喉科
- 泌尿器科
- 精神科
- リハビリテーション科
- 臨床検査科
- 放射線科
- 麻酔科
- 病理診断科
- 感染症内科
- 歯科口腔外科

## センター
- 循環器センター
- 呼吸器COPDセンター
- 消化器センター

## 新型コロナウイルス感染
- 2020年（令和2年）
  - 4月21日、練馬区と練馬光が丘病院は、看護師7人と入院患者2人が新型コロナウイルスに感染したと発表した。練馬区は院内感染が発生した可能性もある[3]。
  - 4月22日、練馬区は、練馬光が丘病院で、新たに患者12人と、看護師ら病院職員3人の感染が確認されたと発表した。同病院での感染者は計24人となった[4]。

## 交通アクセス
- 都営地下鉄大江戸線 光が丘駅下車、徒歩5分。
- 国際興業バス「光が丘秋の陽小学校バス停」降車すぐ。
  - 光01系統（平和台駅・光が丘駅）
  - 光02系統（池袋駅・平和台駅・光が丘駅）
- 練馬区コミュニティバス「みどりバス」

保谷ルート・氷川台ルート・北町ルート「練馬光が丘病院バス停」降車すぐ。

## その他
アニメ,漫画・「四月は君の嘘」に出てくる「都津原大学付属病院」は当病院をモデルとしている。